# Télé Anzère
Anzère Svævebane (på fransk: Télé Anzère) er en svævebane i Anzère i Valais, Schweiz. Svævebanen forbinder Anzère med skiområdet ved Pas de Maimbré, der ligger på de sydvendte skråninger højt over Anzère.
Svævebanen er primært bygget til at servicere de mange skiturister i vinterhalvåret, som bor i Anzère og benytter det store skiområde på de sydvendte skråninger. Men også om sommeren kører svævebanen, idet der er mange klatrere og vandrere, der tager topstationen som udgangspunkt, ligesom en del cykelturister på mountainbike benytter banen.

## Stationerne
Dalstationen i Anzère ligger i byens vestlige ende og har toiletbygning og billetsalg. Der er rigeligt med parkeringsmuligheder på stedet.

Topstationen har kiosk og restaurant, Restaurant de la Télécabine, med solterrasse m.m. Med en højde af 2.360 m.o.h. byder topstationen på en storslået udsigt med kig til et utal af bjergtoppe, hvoraf de 12 er over 4.000 m.o.h., heriblandt Mont Blanc.

## Vognene
De lukkede gondoler/kabiner har siddeplads til 8 personer. Gondolerne er fastgjort til en stålwire – et kabel – som roterer hele banen rundt, så turen opad er på vestsiden af de mange master, mens turen nedad sker øst for masterne.

## Tekniske data
Anzère Svævebane har følgende tekniske specifikationer:
- Årstal for indvielse af banen: 1999
- Max. antal personer pr. gondol: 8
- Kapacitet: ca. 2.000 personer pr. time
- Antal gondoler: 63
- Højde på dalstationen: 1.546 m.o.h.
- Højde på topstationen: 2.360 m.o.h.
- Vertikal stigning: 814 meter
- Banens længde: 2.160 meter
- Drivkraft: Elektricitet
- Drifttid: ca. 5 min. pr. tur

## Links
- Télé-Anzère Arkiveret 7. juli 2011 hos  Wayback Machine – Svævebanens hjemmeside
- Svævebanen på "Lift-World"

46°17′42.98″N 7°23′42.75″Ø / 46.2952722°N 7.3952083°Ø